# Zoological Club of the Linnean Society of London
Der Zoological Club of the Linnean Society of London war eine 1824 gegründete Londoner Gelehrtengesellschaft für Zoologie. Sie bestand bis 1829 und ist eine Vorläufergesellschaft der Zoological Society of London.

## Geschichte
Am 29. November 1822, dem Geburtstag von John Ray, trafen sich unter dem Vorsitz von William Kirby am Soho Square in Soho zoologisch interessierte Mitglieder der Linnean Society of London. Sie beschlossen einen eigenständigen Club zu gründen. Im Mai des darauffolgenden Jahres wurde eine Satzung angenommen und die Mitgliedschaft auf Fellows und assoziierte Mitglieder der Linnean Society beschränkt.
Das Ziel der Vereinigung war das „Studium aller Gebiete der Zoologie und der vergleichenden Anatomie, insbesondere im Zusammenhang mit den in Großbritannien und Irland heimischen Tieren“. Es wurde vereinbart das die Artikel der Mitglieder des Clubs in den Transactions of the Linnean Society of London (Band 14–16) erscheinen sollten. Unter den Gründungsmitgliedern befanden sich viele Mitglieder der kurzlebigen Entomological Society of Great Britain. 1829 stellte der „Zoological Club“ auf Grund von finanziellen Schwierigkeiten seine Arbeit ein.

## Gründungsmitglieder
- Thomas Bell (Komitee)
- Edward Turner Bennett (Komitee)
- Edward Blunt
- Thomas Swift Booth
- John Curtis
- James Charles Dale
- Edward Donovan (1768–1837)
- Charles Du Bois
- John Hatchett
- John Hatchett jun.
- Adrian Hardy Haworth (Komitee)
- John Stevens Henslow
- Thomas Horsfield (Komitee)
- Leonard Jenyns
- William Kirby (Komitee)
- Lord George Lovaine
- Alexander MacLeay (1767–1848)
- William Sharp Macleay (1792–1865)
- George Milne (Komitee)
- William Henry Percy
- Joseph Sabine (Präsident)
- Revett Sheppard
- Edmund Sheppard
- George Brettingham Sowerby (1788–1854)
- Joseph Sparshall
- William Spence (1783–1860)
- James Francis Stephens (Schatzmeister)
- Nicholas Aylward Vigors (Sekretär)

## Präsidenten
- 1824–1825: Joseph Sabine
- 1825–1826: James Ebenezer Bicheno (1785–1851)
- 1826–1827: John George Children
- 1827–1828: ?
- 1828–1829: Nicholas Aylward Vigors

## Nachweise
- Henry Scherren: The Zoological Society of London: A Sketch of its Foundation and Development, and the Story of its Farm, Museum, Gardens, Menagerie and Library. Cassell, London 1905, S. 1–24; online
- Nicholas Aylward Vigors: An Address Delivered at the Sixth and Last Meeting of the Zoological Club of the Linnean Society of London, on the 29th of November, 1829. In: The Magazine of Natural History. S. 201–226; online